# Catherine Destivelle
Catherine Monique Suzanne Destivelle (Orà, 24 de juliol de 1960) és una escaladora i alpinista francesa. En 1992 va esdevenir la primera dona en completar un ascens hivernal en solitari a la cara nord de l'Eiger, en el qual va invertir 17 hores. Altres ascensos notables inclouen la ruta Bonatti a la cara nord del Cerví i el pilar sud-oest de l'Aiguille du Dru (el Pilar Bonatti). Destivelle ha protagonitzat diversos documentals, com Au-delà des cimes ("Més enllà dels cims"), que va obtenir el premi al millor llargmetratge de muntanya al Festival de Cinema de Muntanya de Banff de l'any 2009.

## Biografia
Filla de pares francesos, Catherine Destivelle va néixer a Orà (Algèria). Quan era adolescent, la seva família es va traslladar a França, i ella es va formar al Lycée Corot de Savigny-sud-Orge. Després va estudiar fisioteràpia a l'École de kinésithérapie de Paris, i va treballar com a fisioterapeuta des de 1981 fins a 1985. De ben jove ja havia fet diversos ascensos difícils al massís de Freÿr i als Dolomites, però no va iniciar una carrera professional a temps complet en l'escalada i l'alpinisme fins al y 1985. L'any següent, ella i el seu compatriota Patrick Edlinger van guanyar la final combinada dels campionats d'escalada d'Arco di Trento i Bardonecchia.
En 1994, junt amb Érik Decamp, Destivelle va coronar el Shishapangma per la cara sud-oest, així com la cascada de gel de Namche Bazaar. Dos anys més tard, realitzà una expedició a l'Antàrtida, on va aconseguir coronar el "Cim 4111" de les muntanyes Ellsworth abans que l'expedició hagués d'acabar abruptament per la seva caiguda des d'uns 20 metres mentre descendia, que li causà una fractura oberta a la cama. Aquell mateix any, Destivelle i Decamp es van casar. El seu fill Victor va néixer l'any següent. A finals dels anys noranta, Destivelle va començar a reduir els ascensos en solitari i va passar a desenvolupar una carrera activa com a conferenciant i escriptora.

## Cims destacats
Destivelle va ser la primera dona que va acabar els següents ascensos en solitari:
- 1990 – Pilar Bonatti a l'Aiguille du Dru
- 1991 – Nova ruta per l'Aiguille du Dru. La "Ruta Destivelle" fou la primera via en roca que va rebre nom de dona.[11]
- 1992 – Cara nord de l'Eiger
- 1993 – Espoló Walker de les Grandes Jorasses
- 1994 – Ruta Bonatti a la cara nord del Cerví
- 1999 – Cara nord directa de la Cima Grande di Lavaredo

## Publicacions
- Danseuse de roc, París: Denoël, 1987
- Rocs nature (amb fotos de Gérard Kosicki), París: Denoël, 1991
- Annapurna: Duo pour un 8000 (amb Érik Decamp), París: Arthaud, 1994
- L'apprenti alpiniste: L'escalade, l'alpinisme et la montagne expliqués aux enfants (amb Érik Decamp i Gianni Bersezio), París: Hachette Jeunesse, 1996
- Ascensions, París: Arthaud, 2003